# Yao Chen
Yao Chen (Xina, 5 d'octubre de 1979) és una actriu i filantropa xinesa. El 2014, Time la va nomenar com una de les persones més influents de la seva llista Time 100. El 2014, era la 83a dona més poderosa del món per Forbes. Diversos mitjans de comunicació en anglès l'han sobrenomenat com "la resposta Xina a Angelina Jolie".
Va ocupar el 56è lloc de la llista Forbes China Celebrity 100 el 2013, 69a el 2014, 41a el 2015, i 60a el 2019.

## Vida personal
Yao va néixer a Quanzhou, província de Fujian, el 5 d'octubre de 1979, en una família de classe mitjana, i va estudiar dansa popular xinesa a l'Acadèmia de Dansa de Beijing del 1993 al 1997, després va estudiar a l'Acadèmia de Cinema de Beijing del 1999 al 2003.
El 2004 es va casar amb l'actor xinès Ling Xiaosu, però es van divorciar el gener del 2011. Yao es va casar amb el cinematògraf Cao Yu el novembre de 2012. Va donar a llum el seu primer fill el 2013.

## Carrera
Yao va ser la filla d'un artista marcial que va participar en la producció del 2005 de My Own Swordsman. La sèrie va ser especialment popular i va disparar a la seva fama a la Xina Després d'això, el 2008 va interpretar el paper d'un líder guerriller icònic de la sèrie Lurk. El drama espia es va convertir en un èxit a la Xina i Yao va guanyar el premi a la millor actriu als Huading Awards i als Golden Eagle Awards.
El 2009 va fer el seu debut teatral; interpretant una heroïna de coll blanc a La història de la promoció de Lala. També va tenir un paper secundari en la comèdia romàntica Sophie's Revenge, protagonitzada per Zhang Ziyi. La representació d'una dona que robava diners va rebre una aclamació de l'audiència. Yao va protagonitzar la comèdia romàntica Color Me Love (2010) com a aspirant a editora de revistes de moda, que passaria a ser un dels seus papers més famosos del cinema.
El 2012 va protagonitzar el drama social de Chen Kaige Caught in the Web com a periodista que busca la veritat. A continuació, va actuar al costat d' Andy Lau en el thriller d'acció Firestorm, que va guanyar el premi destacat actriu en els premis xinesos.
Va exercir d'advocada en el drama del 2014 Advocats divorciats. El drama va tenir un èxit enorme a la Xina i va provocar debats en línia sobre emoció, veritat i dret.
També va protagonitzar els blockbusters Monster Hunt (2015), Chronicles of the Ghostly Tribe (2015) i Journey to the West 2 (2017). Va ser nominada com a millor actriu secundària als Hundred Flowers Awards per la seva actuació a Monster Hunt. També va protagonitzar MBA Partners (2016), interpretant una ambiciosa jove.
El 2017 va exercir com a jurat del 23è Festival de Televisió de Xangai.
El 2018 va protagonitzar la pel·lícula de misteri Lost, Found al costat de Ma Yili ; un remake de la pel·lícula sud-coreana Missing.
El 2019 va protagonitzar el drama familiar All Is Well. La sèrie va ser extremadament popular durant la seva carrera, i Yao va experimentar un ressorgiment en la popularitat.

## Activitats socials
Va ser nomenada patrona honorària de l'ACNUR per a la Xina i ha visitat refugiats a llocs com Filipines, Tailàndia, Somàlia, Sudan i Etiòpia. El nombre de seguidors del seu microblogging durant aquestes visites ha augmentat notablement, per la seva comunicació sincera i sense por i el seu honest compromís amb els esdeveniments mundials actuals. El 2013 va ser nomenada la primera ambaixadora de bona voluntat de l'ACNUR a la Xina.
És una de les persones més seguides de Weibo amb 79 milions de seguidors. Utilitza la seva influència i àmplia capacitat de difusió per donar a conèixer temes com la crisi dels refugiats, la contaminació i la censura.
Va obtenir el premi Crystal 2016 per la seva tasca en nom de l'agència de refugiats de l'ONU per sensibilitzar sobre la crisi mundial de refugiats. El mateix any, va ser seleccionada com a "Jove líder global" el 2016 pel Fòrum Econòmic Mundial. També va ser guardonada amb el premi Top Influence a la cerimònia del premi You Bring Charm.